# Asdrúbal Pezoa Estrada
Asdrúbal Pezoa Estrada (n. Temuco, 26 de abril de 1905 - Santiago, 16 de septiembre de 1967). Hijo de don Asdrúbal Pezoa González y doña Marta Estrada Gutiérrez.
Estudió en el Colegio San Ignacio de Concepción y en la Facultad de Ingeniería de la Universidad de Chile, pero no terminó sus estudios superiores por falta de recursos. 
En sus años universitarios se afilió al Partido Socialista, regresó a Arauco, donde se desempeñó como obrero y administrador de faenas.
Dirigente del partido en la zona sur, fue llevado a la Diputación por Laja, Mulchén y Angol para el período 1937-1941, participando de la Comisión de Gobierno Interior.
Sin embargo, él y Pedro Hernán Freeman Caris, candidato del Partido Radical, lograron casi la misma cantidad de votos. Por esta razón, el Tribunal Calificador de Elecciones ordenó se ejecutara la elección en las dos mesas que no alcanzaron a constituirse, en la localidad de Quilaco.
Tras algún tiempo de asumido en el cargo, se llevó a cabo este comicio, tras el reclamo de Freeman y su colectividad. A pesar del apoyo del Partido Comunista, que envió a personalidades importantes a nivel nacional a la localidad de Quilaco, como Amador Pairoa, Amaro Castro y Marmaduque Grove, los radicales de Biobío se habían volcado a lograr el triunfo de Freeman. 
Definitivamente el Tribunal sentenció en contra de Pezoa y a favor de Freeman, quien se incorporó a la Cámara de Diputados el 10 de agosto de 1937, despojando a Pezoa de su dieta y fuero parlamentario.